# Keith Lee
Keith DeWayne Lee (West Memphis, Arkansas, 28 de diciembre de 1962) es un exjugador de baloncesto estadounidense que disputó 3 temporadas de la NBA, para jugar posteriormente en la USBL, la CBA y la Liga Argentina. Con 2,08 metros de estatura, jugaba en la posición de ala-pívot.

## Trayectoria deportiva

### Universidad
Jugó durante 4 temporadas con los Tigers de la Universidad de Memphis State. En su primer año fue el único novato de la División I de la NCAA en promediar dobles figuras tanto en puntos (18,3) como en rebotes (11,0), siendo elegido Rookie del Año de la Metro Conference. Fue elegido en todas sus temporadas en equipos All-American, en el primero en 1985, en el segundo en 1982 y 1983 y en el tercero en 1984. En su primera temporada fue también líder en la clasificación de tapones con 102, por encima de jugadores como Ralph Sampson y Patrick Ewing. En el total de su trayectoria universitaria promedió 18,8 puntos y 10,4 rebotes,

### Profesional
Fue elegido en la undécima posición del Draft de la NBA de 1985 por Chicago Bulls, siendo traspasado inmediatamente a Cleveland Cavaliers a cambio de los derechos de Charles Oakley y Calvin Duncan. A pesar de su extraordinaria carrera colegial, no cuajó entre los profesionales. En su priomera temporada promedió unos esperanzadores 7,4 puntos y 6,1 rebotes por partido, pero al año siguiente perdió protagonismo, jugando apenas 13 minutos por noche. Al término de la temporada fue traspasado a Portland Trail Blazers a cambio de Jim Paxson, pero dicho traspaso quedó frustrado a causa de los problemas físicos de Lee, que se pasó un año en blanco. Antes del comienzo de la temporada 1988-89 fue de nuevo traspasado junto con John Bagley a New Jersey Nets a cambio de Darryl Dawkins y James Bailey.
Pero en los Nets no contó con la confianza de su entrenador, Willis Reed, jugando menos de 15 minutos por noche y promediando 4,8 puntos y 4,5 rebotes por partido. Esa sería su última temporada en la NBA. Tras un nuevo año en blanco, en 1991 ficharía por los Suncoast Sunblasters de la USBL, y al año siguiente por los Rapid City Thrillers de la CBA, donde promediaría unos pobres 3,0 puntos y 4,5 rebotes por encuentro. En 1993 decidió irse a jugar a la Liga Argentina, fichando por el Independiente Neuquén, regresando a Estados Unidos a la temporada siguiente, jugando dos temporadas más en la USBL, con los Memphis Fire y los Jackson Jackals. Con los Fire fue el líder de la liga en rebotes, al promediar 14,5 por noche.

## Estadísticas de su carrera en la NBA

### Temporada regular
| Temporada | Edad | Equipo              | Liga | P   | TIT | MIN  | TC  | TCA | %TC  | 3P  | 3PA | %3P  | TL  | TLA | %TL  | R.OF. | R.DEF. | REB | ASIS | ROB | TAP | PER | FP  | PTS |
| 1985-86   | 23   | Cleveland Cavaliers | NBA  | 58  | 38  | 20.6 | 3.1 | 6.6 | .466 | 0.0 | 0.2 | .222 | 1.3 | 1.7 | .781 | 2.0   | 4.1    | 6.1 | 1.2  | 0.5 | 0.6 | 1.3 | 3.5 | 7.4 |
| 1986-87   | 24   | Cleveland Cavaliers | NBA  | 67  | 1   | 13.0 | 2.5 | 5.6 | .455 | 0.0 | 0.0 | .000 | 1.1 | 1.5 | .713 | 1.4   | 2.4    | 3.7 | 1.0  | 0.4 | 0.6 | 1.3 | 2.2 | 6.1 |
| 1988-89   | 26   | New Jersey Nets     | NBA  | 57  | 4   | 14.7 | 1.9 | 4.5 | .422 | 0.0 | 0.0 | .000 | 0.9 | 1.2 | .746 | 1.3   | 3.3    | 4.5 | 0.7  | 0.4 | 0.6 | 0.9 | 2.4 | 4.8 |
| Total     |      |                     | NBA  | 182 | 43  | 16.0 | 2.5 | 5.6 | .451 | 0.0 | 0.1 | .167 | 1.1 | 1.5 | .746 | 1.5   | 3.2    | 4.7 | 1.0  | 0.4 | 0.6 | 1.2 | 2.7 | 6.1 |